# Rengen

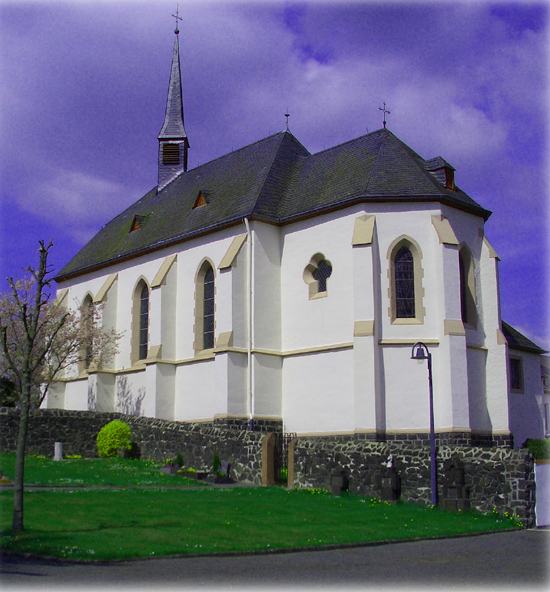
Filialkirche „St. Kunibert“ mit Holzaltar aus dem 18. Jhd.

Rengen ist ein Stadtteil (Ortsbezirk) von Daun in der zentralen Vulkaneifel im Landkreis Vulkaneifel in Rheinland-Pfalz.

## Lage
Der Ort ist auf einem kleinen Bergrücken über dem Liesertal erbaut. Die Lieser fließt als Gewässer der III. Ordnung von Kradenbach bis Rengen. Nach Einmündung des Hasbaches in die Lieser in der Ortslage ist sie eingestuft als Gewässer II. Ordnung.
Am nördlichen Rand des Ortes quert die Bundesautobahn 1 das Liesertal mit einer markanten Brücke auf einer Länge von 578 Meter und verändert seit der Fertigstellung im Jahr 2008 das Ortsbild.
Am östlichen Ortsrand passiert als Umgehungsstraße die Grüne Straße Eifel-Ardennen (Route Verte Ardennes-Eifel) den Ort, eine ca. 500 km lange grenzüberschreitende Ferienstraße, die die Ardennen mit der Eifel verbindet.
Zum Ortsbezirk Rengen gehören auch die Wohnplätze Domäne und Lindenhof.

## Geschichte
Rengen wurde erstmals Anfang des 14. Jahrhunderts unter den Orten des kurtrierischen Amtes Daun genannt.
Am 7. November 1970 wurde Rengen durch eine Gebietsreform in die Kreisstadt Daun eingegliedert.
Von 1895 bis 1991 war Rengen eine Bahnstation an der Eifelquerbahn (Andernach–Gerolstein). Die Strecke wurde von 2001 bis 2012, samstags und sonntags von Mai bis Oktober, im Touristikverkehr mit historischen Schienenbussen und Dampfzügen der Vulkan-Eifel-Bahn befahren.

## Politik
Der Stadtteil Rengen ist gemäß Hauptsatzung einer von acht Ortsbezirken der Stadt Daun. Die Grenzen des Bezirks entsprechen denen der Gemarkung. Er wird politisch von einem Ortsbeirat sowie einem Ortsvorsteher vertreten.
Der Ortsbeirat von Rengen besteht aus fünf Mitgliedern und dem ehrenamtlichen Ortsvorsteher als Vorsitzendem.
Winfried Schneider ist seit 2009 Ortsvorsteher von Rengen.
Sein Vorgänger Walter Müller hatte das Amt seit 2001 ausgeübt.

## Kirche
Der Ort wird geprägt durch die römisch-katholische Filialkirche „St. Kunibert“ zu Ehren der hl. vierzehn Nothelfer. Diese Kirche im frühgotischen Stil ersetzte die alte im Jahr 1756 erbaute Kapelle, wurde errichtet in den Jahren 1903 und 1904 und eingeweiht am 7. August 1904.
Siehe auch: Liste der Kulturdenkmäler in Gemünden

## Öffentlicher Personennahverkehr
Seit dem 8. Dezember 2018 hat der Stadtteil Rengen erstmals seit Einstellung der Eifelquerbahn 1991 eine gute Anbindung an den Öffentlichen Personennahverkehr. Durch die Buslinie 520 wird Rengen stündlich (samstags und sonntags alle 2 Stunden) an die Kreisstadt Daun sowie Gemeinde Kelberg (mit Zwischenhalt in Neichen und Kradenbach und dem Industriegebiet Rengen) angebunden. Im Ortskern gibt es die Haltestelle Dorfbackes, die auch als Umsteigepunkt zwischen der Linie 520 von/nach Daun und der RufBus-Linie 517 dient. Zusätzlich werden die umliegenden Gemeinden montags bis sonntags ebenfalls mindestens alle 2 Stunden an den ÖPNV durch sogenannte RufBusse angebunden. Die Linie 517 fährt zwischen Darscheid und Rengen mit Halt jeweils in Sarmersbach, Nerdlen und Kradenbach. Darüber hinaus gibt es im Schülerverkehr zusätzliche Fahrten zwischen Dockweiler und Sarmersbach sowie zwischen Daun und Kradenbach.